# Povel
Povel (Duits: Powel) is tegenwoordig een wijk in Olomouc. In Povel wonen ongeveer 9.000 mensen. Tot 1919 was Povel een zelfstandige gemeente.

## Geschiedenis
Tot de Tweede Wereldoorlog kende Povel een aanzienlijke Duitse minderheid.

## Aanliggende kadastrale gemeenten
| Aanliggende kadastrale gemeenten | Aanliggende kadastrale gemeenten | Aanliggende kadastrale gemeenten | Aanliggende kadastrale gemeenten | Aanliggende kadastrale gemeenten |
| -------------------------------- | -------------------------------- | -------------------------------- | -------------------------------- | -------------------------------- |
|                                  |                                  | Olomouc-město                    |                                  |                                  |
|                                  |                                  |                                  |                                  |                                  |
| Nová Ulice                       | Nové Sady                        |                                  |                                  |                                  |
|                                  |                                  |                                  |                                  |                                  |
|                                  |                                  | Slavonín                         |                                  |                                  |

Bělidla ·
Černovír ·
Droždín ·
Chomoutov ·
Chválkovice ·
Hejčín ·
Hodolany ·
Holice ·
Klášterní Hradisko ·
Lazce ·
Lošov ·
Nedvězí ·
Nemilany ·
Neředín ·
Nová Ulice ·
Nové Sady ·
Nový Svět ·
Olomouc-město ·
Pavlovičky ·
Povel ·
Radíkov ·
Řepčín ·
Slavonín ·
Svatý Kopeček ·
Topolany ·
Týneček